# Dacrycarpus kinabaluensis
Dacrycarpus kinabaluensis là một loài thực vật hạt trần trong họ Thông tre. Loài này được (Wasscher) de Laub. miêu tả khoa học đầu tiên năm 1969. Chỉ tìm thấy chúng trên núi Kinabalu ở Sabah, Malaysia Borneo.